# Soul Train
Soul Train — американская музыкальная телепередача, выходившая в эфир с 1971 по 2006 год. В программе в основном выступали исполнители музыки в жанре ритм-н-блюз, соул и хип-хоп. Реже выступали артисты жанров фанк, джаз, диско и госпел. Создатель передачи и первый ведущий — Дон Корнелиус (англ. Don Cornelius).
После сезона 2005—06 годов производство выпусков было приостановлено. Следующие два года на экраны выходила ретроспектива телепередачи The Best of Soul Train. В последний сезон заставка шоу сообщала, что оно является самой долгоживущей национальной передачей, демонстрировавшейся без перерыва в различных сетях вещания. К этому моменту количество выпусков передачи превысило 1100.

## История

### Чикагские корни
Истоки зарождения Soul Train можно найти в передачах телестанции WCIU-TV 1965 года Kiddie-a-Go-Go и Red Hot and Blues, выходивших в эфир в Чикаго и ориентированных на молодёжную аудиторию. Обе программы, в особенности вторая, предоставляла площадку для выступлений танцевальным группам, состоявшим большей частью из чернокожих исполнителей. В 1967 году станция наняла Дона Корнелиуса в качестве спортивного репортёра. Одновременно он был ведущим серии шоу талантов старших школ Чикаго и окрестностей, называя свой передвижной караван «The Soul Train». WCIU-TV, обнаружив побочное занятие Корнелиуса, в 1970 году предложила превратить его в телепередачу.
Получив спонсорскую поддержку от чикагской розничной сети Sears, Roebuck & Co., телепрограмма Soul Train вышла в эфир WCIU-TV 17 августа 1970 года. Передача шла в прямом эфире по будням днём. В первом выпуске приняли участие Джерри Батлер, The Chi-Lites и The Emotions. Вести шоу Корнелиусу помогал Клинтон Гент, чикагский профессиональный танцор, впоследствии отошёл в тень и занялся только продюсированием шоу.

### Синдицирование

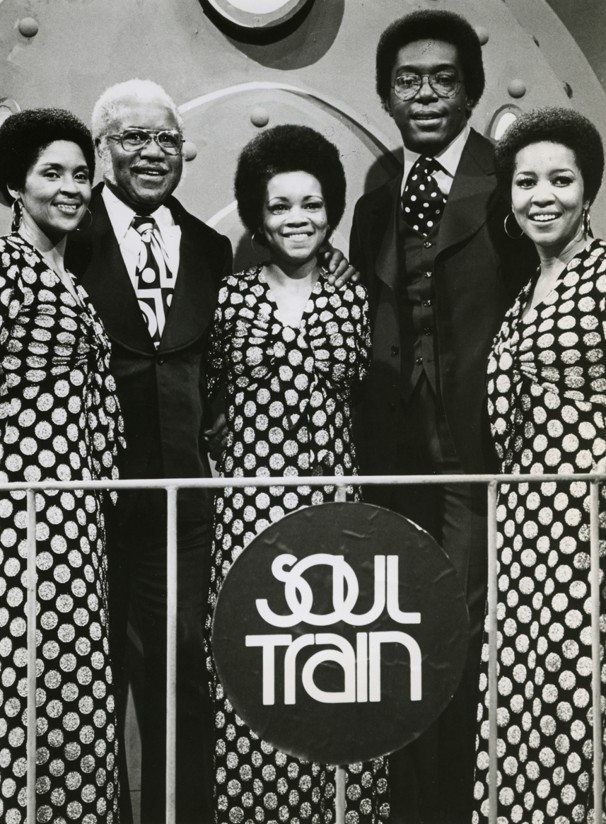
Ведущий шоу Soul Train Дон Корнелиус (второй справа) и группа The Staple Singers (1974)

Успех программы привлёк к ней внимание другой местной фирмы — Johnson Products Company, производителя косметики для ухода за волосами, которая согласилась финансировать национальную синдикацию программы — выпуск для различных вещательных сетей Соединённых Штатов. Предполагалось, что Soul Train появится в эфире 24 телекомпаний, однако только семь городов согласились её приобрести. Со 2 октября 1971 года она стала еженедельно выходить в национальный эфир. К концу сезона оставшиеся 17 компаний также согласились приобрести права на трансляцию. После синдикации производство программы было перенесено в Лос-Анджелес, где продолжалось вплоть до закрытия. Soul Train оказалась частью общего направления по синдикации нишевых музыкальных программ: в том же году появились передачи Hee Haw, посвящённая кантри-музыке, и The Lawrence Welk Show.
После переезда в Дона Корнелиуса в Калифорнию в Чикаго продолжала выходить местная версия программы. Первое время Корнелиус вёл обе передачи, но затем сконцентрировался только на национальной версии. Затем он продолжил контролировать выпуск чикагского шоу, ведущим которого стал Клинтон Гент. Национальную версию с 1977 года в Чикаго начала демонстрировать телекомпания, принадлежащая CBS.
В 1985 году права на Soul Train получила компания Tribune Entertainment (подразделение WGN).

### Последние годы
Дон Корнелиус покинул шоу в 1993 году после окончания 22 сезона. В дальнейшем он оставался идейным вдохновителем передачи, не появляясь перед камерой. До 1997 года шоу представляли приглашённые ведущие, а затем их место на два года занял комик Майстро Кларк. В 1999 году его сменил Шемар Мур. С 2003 года и до закрытия в 2006 году передачу вёл Дориан Грегори.
По окончании 35 сезона (2005—2006) производство программы было приостановлено. Следующие два года под заголовком The Best of Soul Train в эфир выходили передачи, транслировавшиеся с 1974 по 1987 годы. Решение о закрытии передачи было принято из-за падения её рейтинга ниже 1.0; в связи с этим многие телекомпании начали переносить эфир программ с дня субботы на ночные часы. Будущее программы оказалось под вопросом, когда в декабре 2007 года закрылась компания Tribune Entertainment, и
Don Cornelius Productions должна была найти нового дистрибьютора Им вскоре стала компания Trifecta Entertainment & Media.

### Возрождение
Don Cornelius Productions, сохраняя права на программу, не допускала появления видеоматериалов в онлайн-ресурсах, включая YouTube, предъявляя претензии о соблюдении авторских прав. Дон Корнелиус также не дозволял распространение материалов путём неавторизованного выпуска сборников на VHS или DVD.
В мае 2008 года Корнелиус уступил права на архив Soul Train компании MadVision Entertainment. Условия сделки не разглашались. Однако к сезону 2008—2009 года все стороны, участвовавшие в распространении программы, отказались от дальнейших попыток её возродить. 22 сентября 2008 года на сайте Soul Train появилось объявление о прекращении дистрибуции.
После приобретения MadVision архив Soul Train получил новые формы распространения. В апреле 2009 года открылся канал Soul Train на YouTube. Три месяца спустя MadVision заключила лицензионное соглашение с Time-Life от выпуске передач Soul Train на DVD. Затем MadVision пришла к соглашению с Black Entertainment Television о повторном запуске Soul Train Music Awards на канале Centric в ноябре 2009 года, что можно расценивать как шаг на пути к возобновлению передачи. На каналах Centric и Bounce TV в Атланте начались трансляции архивных передач.
В 2011 году компания MadVision продала права на Soul Train консорциуму, который возглавляет бывший баскетболист Мэджик Джонсон. Группа Джонсона упоминала о планируемых съёмках фильма о Корнелиусе, а также о возможной сценической адаптации истории. Одним из последствий сделки стал выпуск архивных передач в телесети Aspire.
Дон Корнелиус появлялся в документальных фильмах и на церемониях, посвящённых Soul Train до самоубийства в феврале 2012 года. В 2013 году шоу было возрождение каналом Centric в рамках круизов.

## Характерные элементы
В структуре программы существовало несколько постоянных элементов. Один из них назывался «Soul Train Scramble Board»: два исполнителя за 60 секунд должны были составить из перемешанных букв имя одного их участников шоу или известного чернокожего американца. После расшифровки ведущий объяснял, чем знаменит этот человек и заканчивал свою речь словами «и его имя нужно знать». После закрытия программы Корнелиус прямо заявил, что игра обычно была срежиссирована, и всегда приводила к выигрышу, чтобы не бросать тень на шоу и чернокожих американцев в целом.
Другим популярным элементом был «Soul Train Line»: танцоры выстраивались в две линии, оставляя пространство в середине, и затем последовательно исполняли танцы. Изначально формировались пары: в одной линии стояли мужчины, в другой — женщины. Позднее у обоих полов появились отдельные линии. Иногда новые танцевальные стили или движения представляли определённые исполнители. Кроме того, студия располагала своей танцевальной группой, сопровождавшей музыкальные произведения во время их исполнения. Среди тех, кто был замечен среди танцоров — Кармен Электра, Ник Кэннон, MC Hammer, Перри Рейд, и легенда NFL Уолтер Пэйтон.
Приглашённые исполнители обычно выступали дважды в течение программы. После первого номера они присоединялись к ведущему, чтобы ответить на несколько вопросов. Также в программе использовались две традиционные фразы: в самом начале по отношению к самому шоу — «hippest trip in America», и в завершение передачи — «…and as always in parting, we wish you love, peace…and SOUL!».